# Mimosa menabeensis
Mimosa menabeensis är en ärtväxtart som beskrevs av René Viguier. Mimosa menabeensis ingår i släktet mimosor, och familjen ärtväxter.

## Underarter
Arten delas in i följande underarter:
- M. m. lapiazicola
- M. m. menabeensis